# سیاه بیل (رضوانشهر)
سیاه بیل بهشت‌آباد، روستایی از توابع بخش مرکزی شهرستان رضوان‌شهر در استان گیلان ایران است.

## جمعیت
این روستا در دهستان گیل دولاب قرار دارد و براساس سرشماری مرکز آمار ایران در سال ۱۳۸۵، جمعیت آن ۴۳۳ نفر (۱۱۴خانوار) بوده‌است. مردم روستای سیاه بیل تالش هستند و به زبان تالشی صحبت می‌کنند.